# Svingerý
Svingerý (russisk: Свингеры) er en russisk spillefilm fra 2022 af Dmitrij Fiks og Andrejs Ekis.

## Medvirkende
- Dmitrij Nagijev som Igor
- Irina Pegova som Irina
- Ilja Noskov som Andrej
- Darja Rudenok som Svetka
- Natalja Rudova som Olga
- Olesja Sudzilovskaja som Tatjana
- Ivan Zlobin som Ivan